# نواتج الإجهاد
نواتج الإجهاد هي تكاملات الإجهاد على كثافة أي هيكل. ويتم وزن التكاملات a بواسطة أس الأعداد الصحيحة لإحداثي الكثافة z. يتم تعريف نواتج الإجهاد بهذا الشكل لإبراز تأثير الإجهاد عندما تكون قوة الغشاء N (أسًا صفريًا في z) أو عزم الانحناء M (الأس 1) على شعاع أو هيكل (بنية). ويُعتبر هذا جزءًا من نظرية الهياكل. ونواتج الإجهاد ضرورية لإزالة اعتمادية z الإجهاد من المعادلات الخاصة بنظرية الهياكل.

## قوى الأغشية
{\displaystyle \left\{{\begin{matrix}N_{x}\\N_{y}\\N_{xy}\end{matrix}}\right\}=\int _{-t/2}^{t/2}\left\{{\begin{matrix}\sigma _{x}\\\sigma _{y}\\\sigma _{xy}\end{matrix}}\right\}\,dz}

## عزم الانحناء
{\displaystyle \left\{{\begin{matrix}M_{x}\\M_{y}\\M_{xy}\end{matrix}}\right\}=\int _{-t/2}^{t/2}\left\{{\begin{matrix}\sigma _{x}\\\sigma _{y}\\\sigma _{xy}\end{matrix}}\right\}z\,dz}

## قوة الألواح
{\displaystyle \left\{{\begin{matrix}V_{y}\\V_{x}\end{matrix}}\right\}=\int _{-t/2}^{t/2}\left\{{\begin{matrix}\sigma _{yz}\\\sigma _{xz}\end{matrix}}\right\}\,dz}